# Tipula (Microtipula) parishi
Tipula (Microtipula) parishi is een tweevleugelige uit de familie langpootmuggen (Tipulidae). De soort komt voor in het Neotropisch gebied.